# Marcos, o Diácono
Marcos, o Diácono (em latim: Marcus Diaconus) foi um monge no deserto egípcio de Escetes e que se tornou o biógrafo de São Porfírio no século V Ele foi, posteriormente, ordenado diácono de sua igreja. Com o objetivo de vender as propriedades que Porfírio tinha em sua terra natal, Marcos viajou para Tessalônica e, ao retornar, distribuiu todos os ganhos entre os mosteiros do Egito e entre os necessitados de e das redondezas de Jerusalém. 
Sua obra prima, Vida de São Porfírio (Vita S. Porphyrii), conhecida antes apenas numa tradução latina, foi publicada em 1874 por M. Haupt juntamente com o seu texto original em grego. Uma nova edição foi publicada em 1895 pela Sociedade Filosófica de Bonn.